# Проспект Мира (Москва)
Проспе́кт Ми́ра (прежние названия — 1-я Мещанская улица, Троицкое шоссе, Большая Алексеевская улица, Большая Ростокинская улица и часть Ярославского шоссе) — проспект на северо-востоке Москвы. Начинается от Сухаревской площади на Садовом кольце, являясь продолжением Сретенки. Заканчивается на Северянинском путепроводе, переходя в Ярославское шоссе.

## История

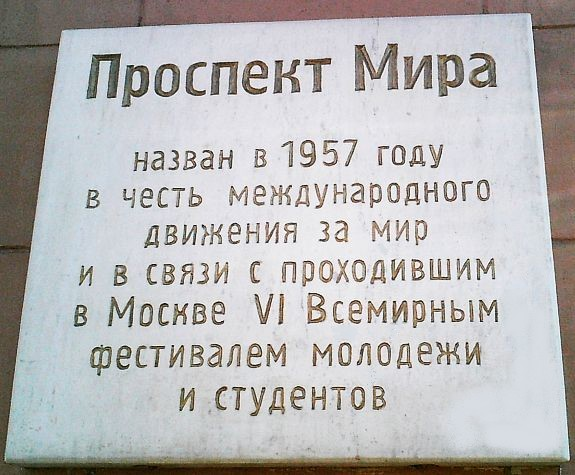
Мемориальный знак на стене дома 2

С XII века была дорогой на Ярославль, вдоль которой стояли сёла Алексеевское, Ростокино и другие. В конце XVII века в начале современного проспекта Мира возникла Мещанская слобода (отсюда прежнее название улицы). В 1706 году по инициативе Петра I создан Аптекарский огород (позднее Ботанический сад университета). В 1740-х годах учреждена Крестовская застава Камер-Коллежского вала (ныне здесь Рижская площадь), где завершалась улица. В 1770 году построен дом Л. И. Долгова (№ 16, архитектор В. И. Баженов, перестроен в 1838), в конце XVIII — начале XIX веков — дом № 50 (архитектор Е. С. Назаров).
Со второй половины XIX века улица застраивалась доходными домами и особняками. В конце XIX века построены дома № 5 для чаеторговцев Перловых (архитектор Р. И. Клейн) и № 43а (архитектор Ф. О. Шехтель), в 1885 — № 3 (архитектор В. П. Загорский), в 1909 — № 30, принадлежавший И. К. Баеву (архитектор В. И. Чагин), где в 1910 году жил В. Я. Брюсов. Сейчас в доме № 30 располагается Музей Серебряного века.
В 1931 году 1-ю Мещанскую улицу заасфальтировали специалисты американской фирмы «Сибрук», однако уже через два года покрытие рассыпалось, не выдержав перепадов температур. В 1934 году улицу начали расширять за счёт ликвидации трамвайных путей и сноса оград и палисадников рядом с домами; к сентябрю 1935 года все трамвайные пути перенесли на соседнюю 2-ю Мещанскую улицу. Активная реконструкция улицы началась в 1936 году, когда было принято решение о переносе в район Останкино Всесоюзной сельскохозяйственной выставки (первоначально её планировали устроить в районе Коптево).
Разработку плана реконструкции улицы поручили 4-й архитектурно-планировочной мастерской (АПУ)[уточнить] Моссовета, руководил которой архитектор Г. Б. Бархин. За основу приняли составленный мастерской ещё в 1933—1934 годах эскизный проект планировки луча улица Дзержинского — Сретенка — 1-я Мещанская, который предусматривал масштабное уничтожение всех прежних построек на 1-й Мещанской. Планом предусматривалось возвести между площадями Колхозной и Рижского вокзала 19—20 многосекционных семиэтажных домов, для чего намечалось снести 102 (из общего числа 172) стоявших на 1-й Мещанской улице небольших строений; сохраняемые здания было решено надстроить для выравнивания высотного силуэта улицы.
Из-за сжатых сроков проектирования и строительства (первоначально ВСХВ планировали открыть уже в 1937 году) и отсутствия детально разработанного градостроительного плана реконструкция 1-й Мещанской улицы была пущена практически на самотёк: архитектурный облик конкретных построек стали определять сами авторы, которые зачастую не учитывали стилистику возводимых по соседству зданий и не соблюдали принцип ансамблевости застройки. Улицу разбили на участки и закрепили за архитекторами АПУ № 4 — Д. Д. Булгаковым, К. И. Джусом-Даниленко, Е. П. Егоровым, В. Н. Колпаковой, М. С. Жировым, Максимовым; к проектированию привлекли архитекторов и других мастерских Моссовета — С. Г. Андриевского (АПУ № 6), архитекторов В. И. Минков и П. А. Нестеров мастерской Д. Ф. Фридмана (АПУ № 5), А. Г. Туркенидзе (АПУ № 11) и других. Уже весной 1936 года в отдел проектирования Моссовета начали поступать первые проекты. Большинство из них тут же утверждали с небольшими корректировками, однако ряд предложенных решений всё же отклонили. Так, был отвергнут предложенный К. С. Мельниковым проект жилого дома у Ботанического сада, корпуса которого соединяли лёгкие арки, похожие на засушенные для гербария растения, а балконы выглядели как букеты цветов.
В 1930-х годов началась реконструкция 1-й Мещанской улицы, Троицкого шоссе, Большой Алексеевской и Большой Ростокинской улиц в связи со строительством ВСХВ, перед Северным входом которой в 1939 году была установлена скульптурная группа В. И. Мухиной «Рабочий и колхозница». В 1937 году сооружены новые Большой и Малый Крестовские путепроводы.
В июле 1941 года в домах 87 и 97 формировались части дивизии народного ополчения Ростокинского района.
В 1930—1950-х годах на современном проспекте Мира развернулось массовое жилищное строительство (архитекторы М. Ф. Гунгер, К. И. Джус-Даниленко, М. С. Шерфединов, М. И. Пекарев, А. Г. Рочегов, И. И. Ловейко и другие). В 1949 году вдоль улицы высажено 800 тополей.
В 1957 году улица была переименована в проспект Мира: это событие приурочили к Международному фестивалю молодёжи студентов, проходившему в Москве. В том же году был сооружён 2-й Ростокинский мост, а 1-я Мещанская улица, продолжающие её улицы и отрезок Ярославского шоссе слиты в единую магистраль, застроенную в 1960—1970-х годах.
В 1960-е годы на проспекте Мира создана аллея Космонавтов. С начала 1960-х годов ведётся массовое строительство в районе сёл Алексеевское и Ростокино. В 1999 году построен Новорижский путепровод.

Исторические фотографии
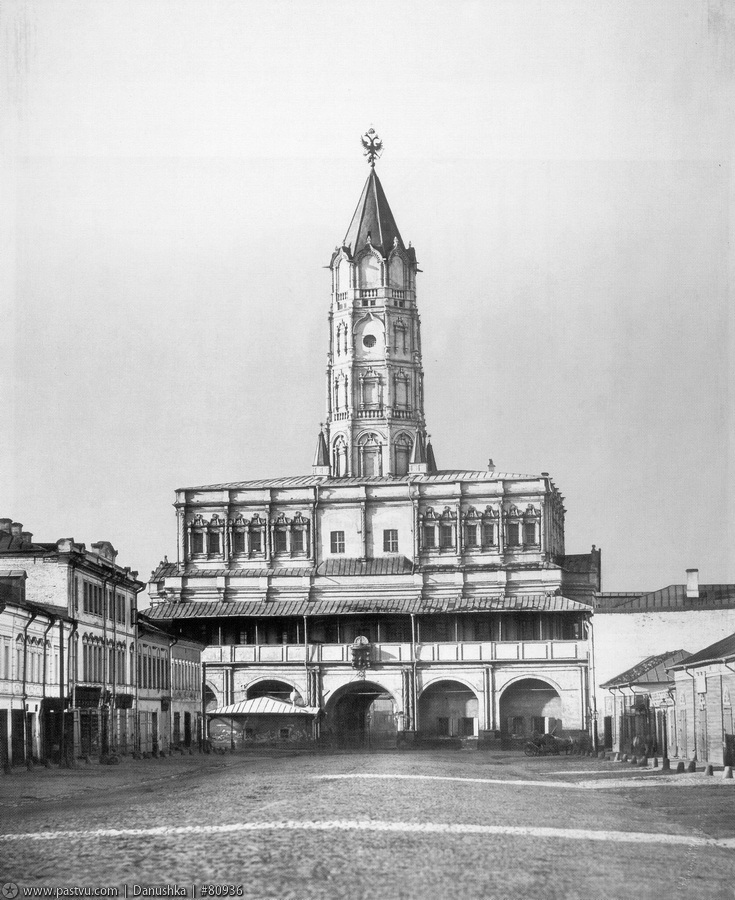
Сухарева башня. Вид со стороны 1-й Мещанской. Около 1880−1897 гг. Снесена в 1934 году.
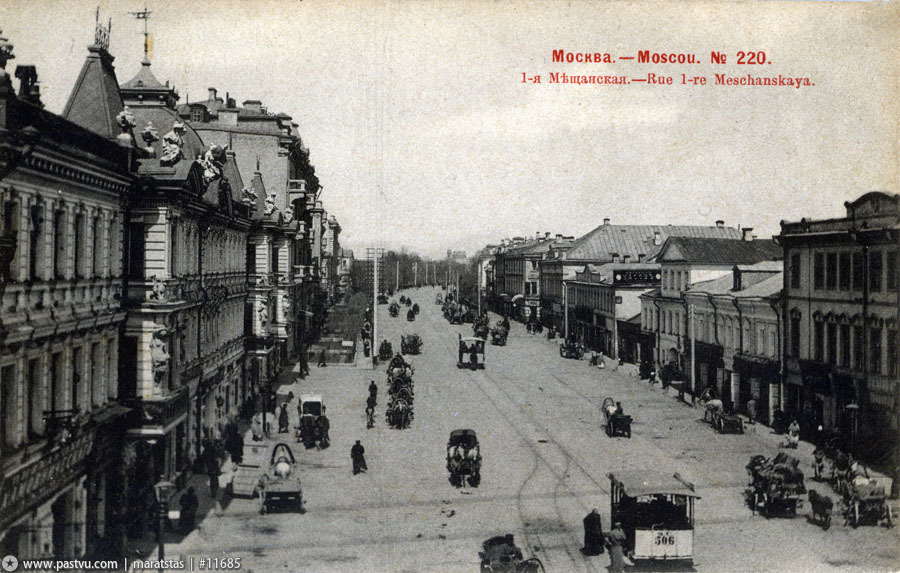
1-я Мещанская улица в 1902 году. Вид с Сухаревой башни. Слева: доходный дом купца Камзолкина. Справа: дом 6, дом 8 (снесен), дом 10 (снесен до 1934, на его месте построен новый). По центру улицы располагается конно-железная дорога.
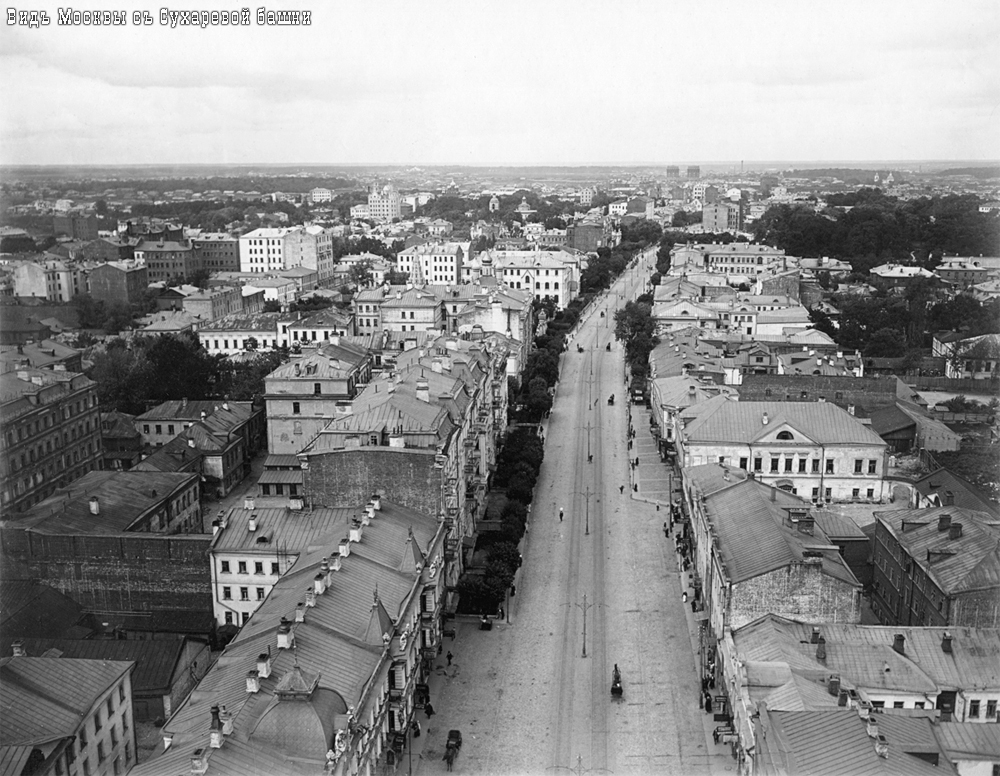
Вид на 1-ю Мещанскую улицу с Сухаревой башни в сторону Крестовской заставы. 1914 год.
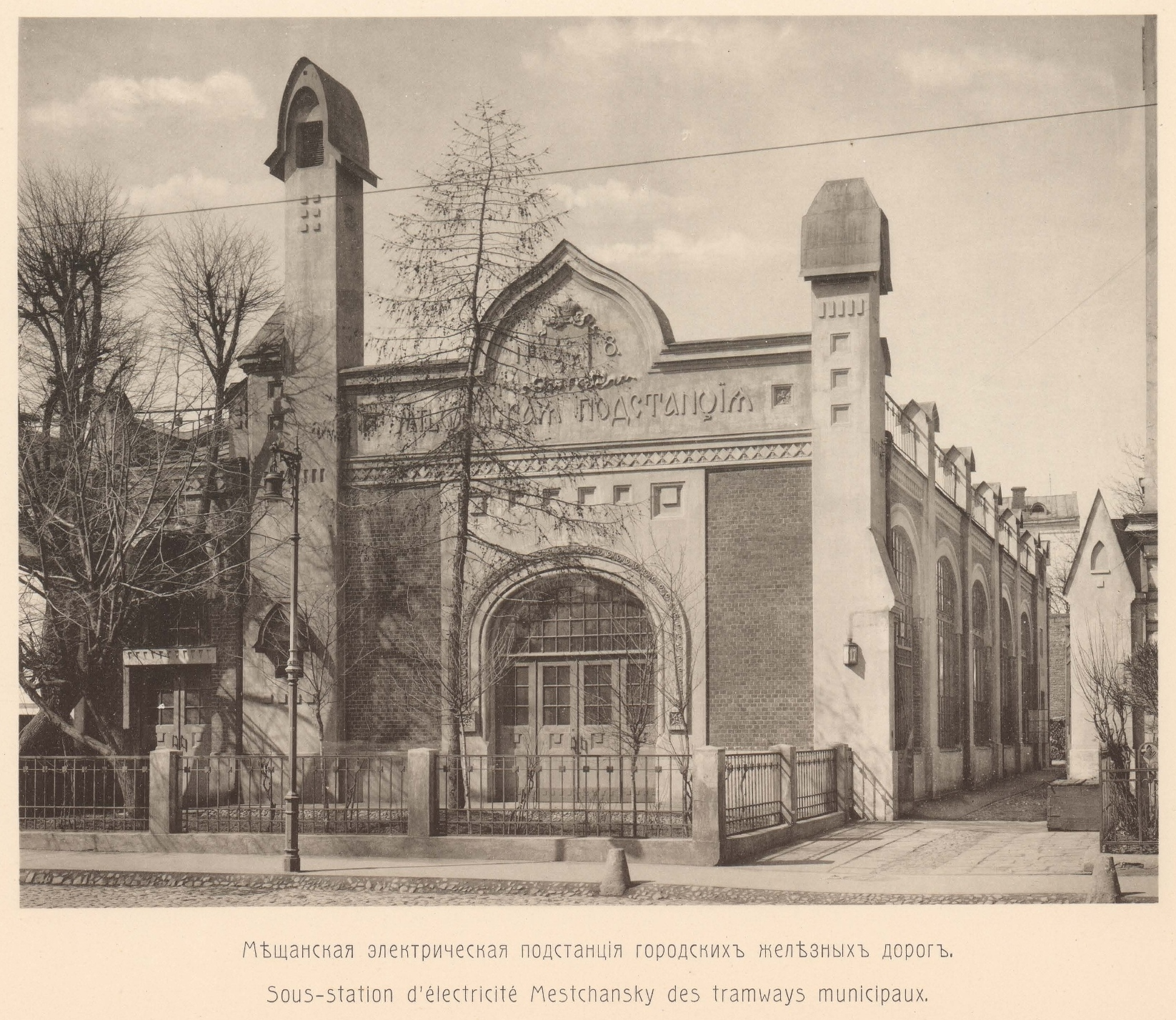
Мещанская электрическая подстанция городских железных дорог. 1913 год.
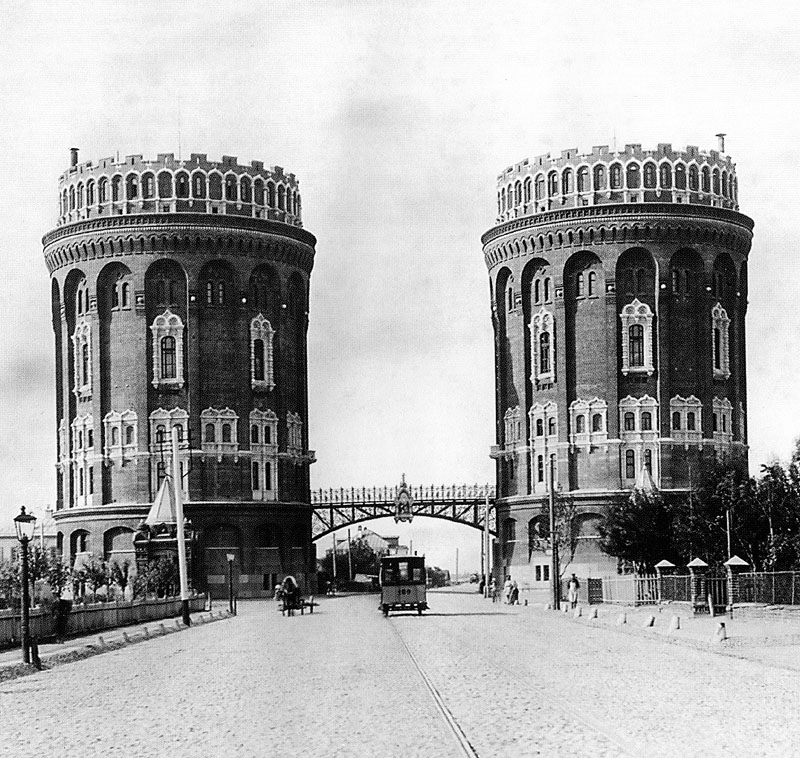
Крестовские водонапорные башни. Примерно 1900-1910 гг. Снесены в 1940 г.
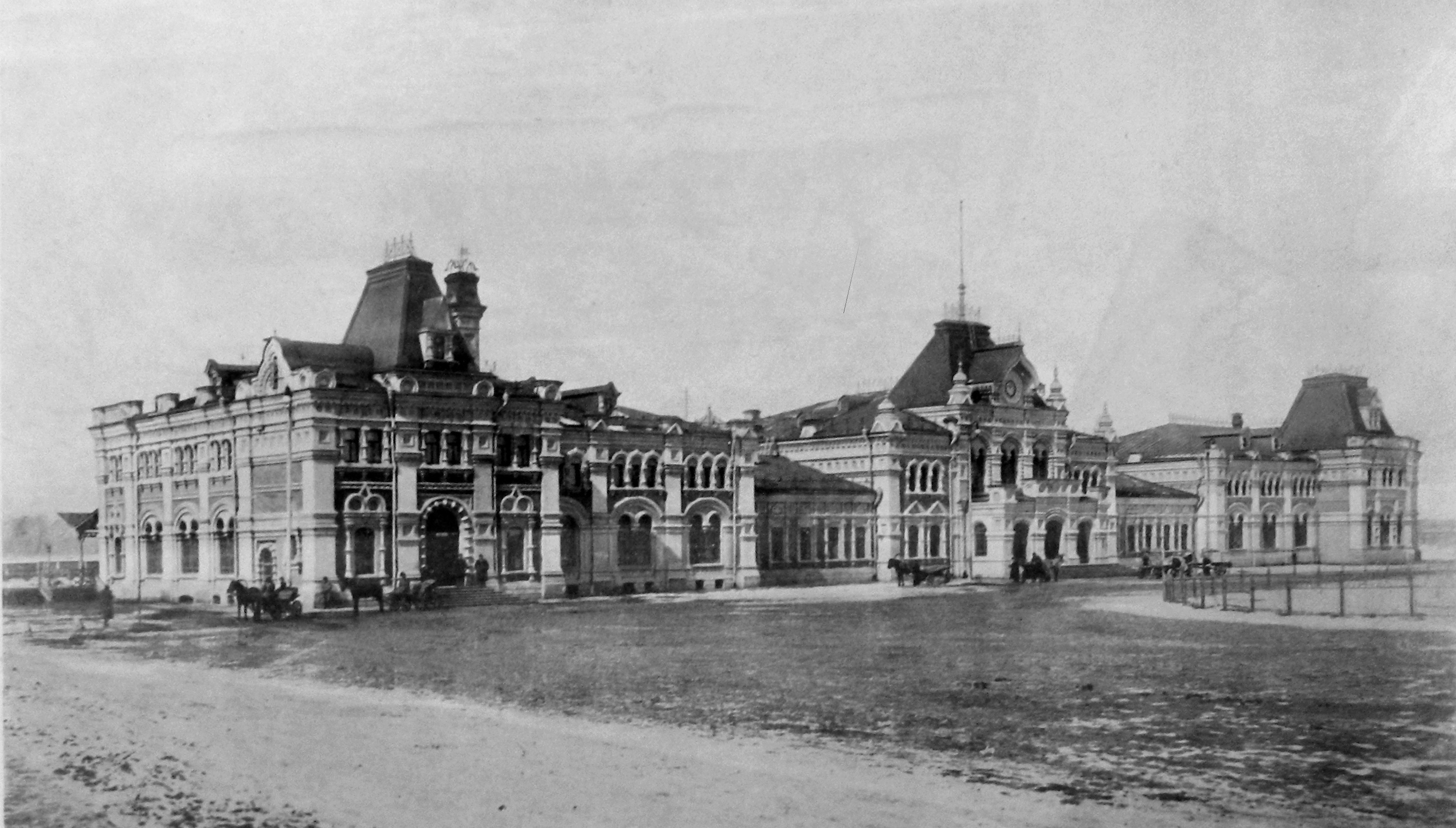
Виндавский вокзал. Вид со стороны 1-й Мещанской. 1901 год.

## Примечательные здания и сооружения
Застройку улицы с обеих сторон открывали декоративные башни, пристроенные к углам домов № 1 и 2 в 1938 году по проекту архитектора М. Рубина. Первоначально башни украшала цифра 1939, указывающая на год открытия ВСХВ; в послевоенные годы их перестроили и заменили дату открытия на 1954 год. До сегодняшнего дня сохранилась башня с правой (чётной) стороны улицы.

### По нечётной стороне

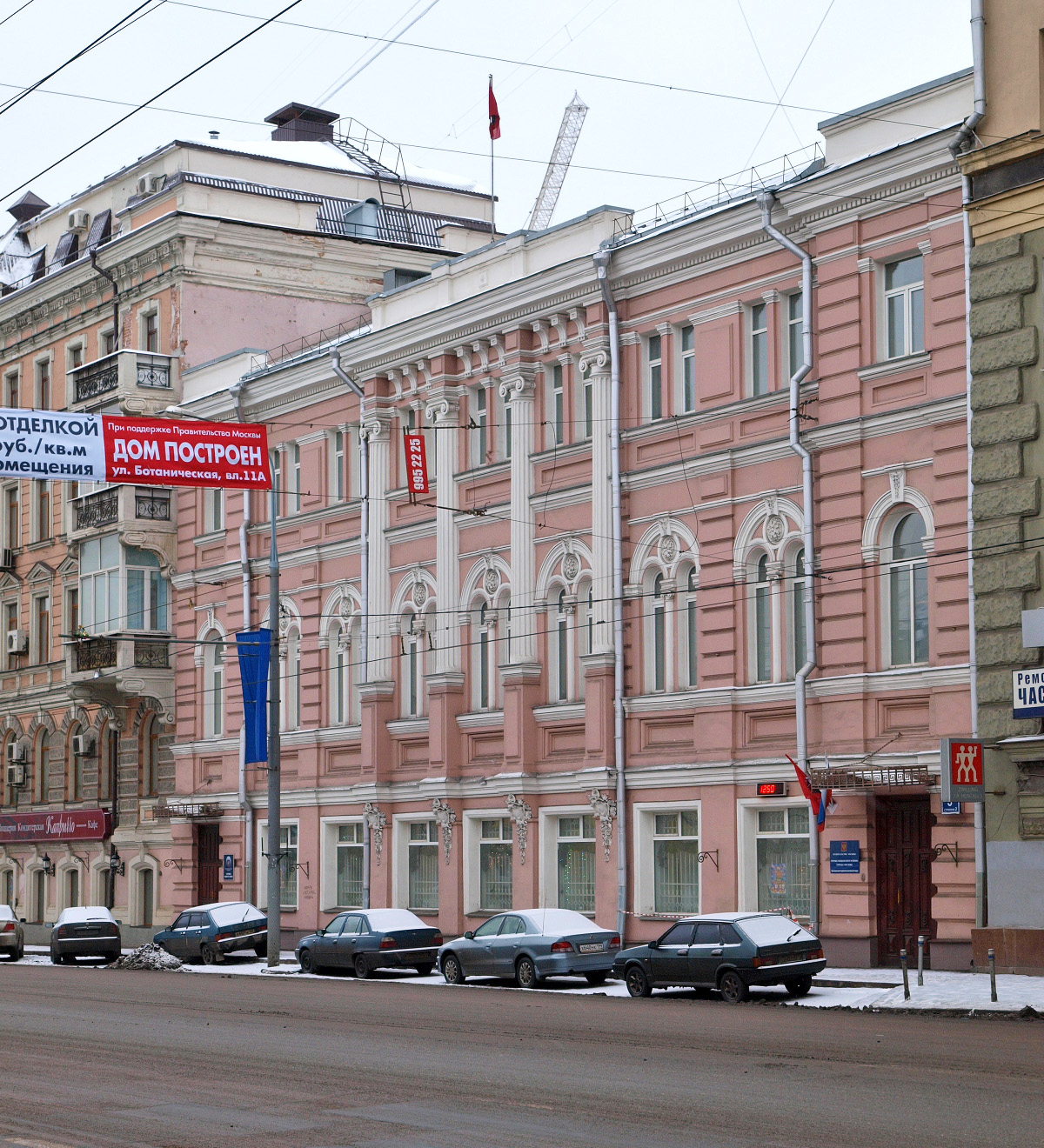
Дом Перловых (№ 5)

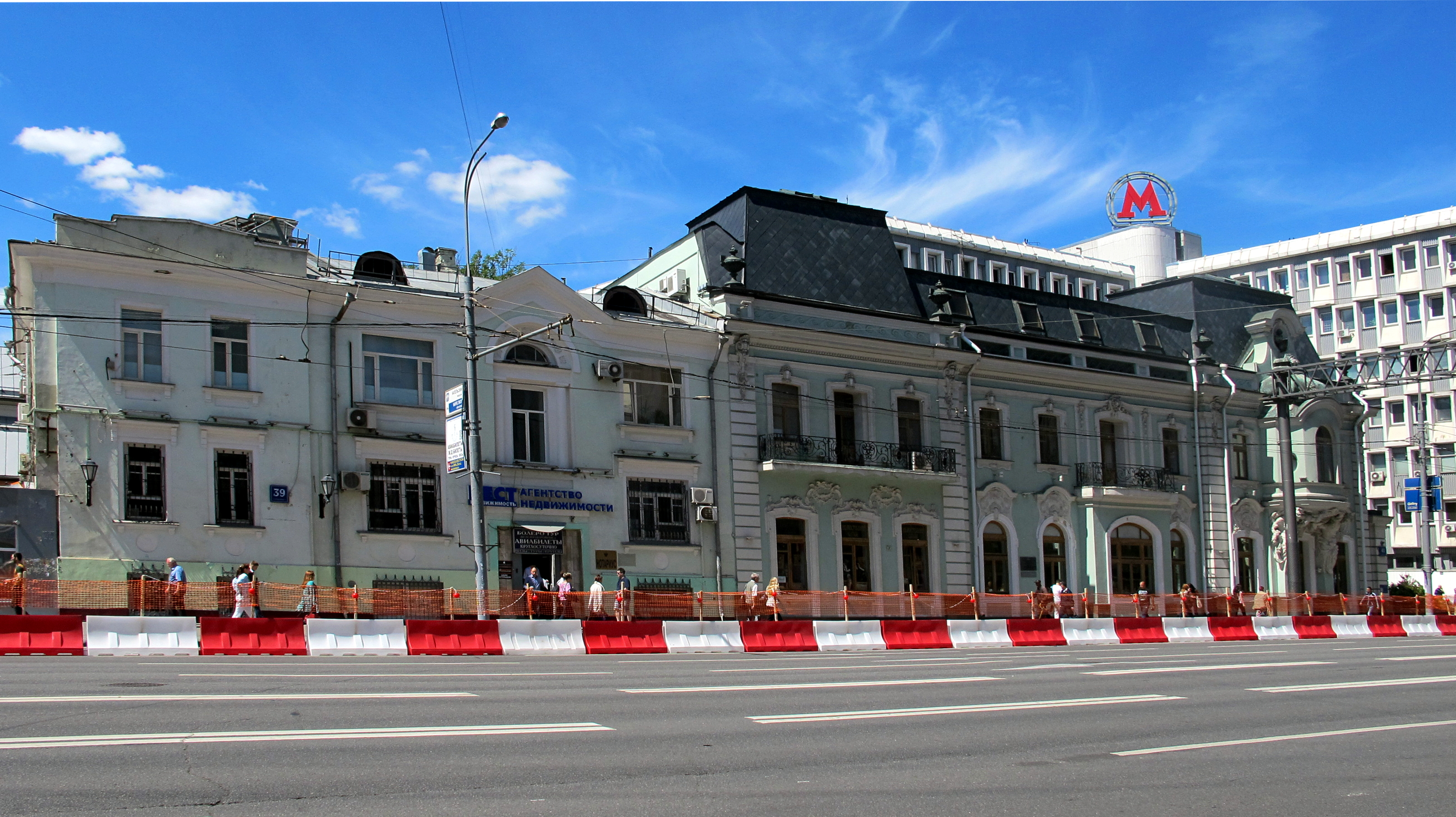
Дом 39-41

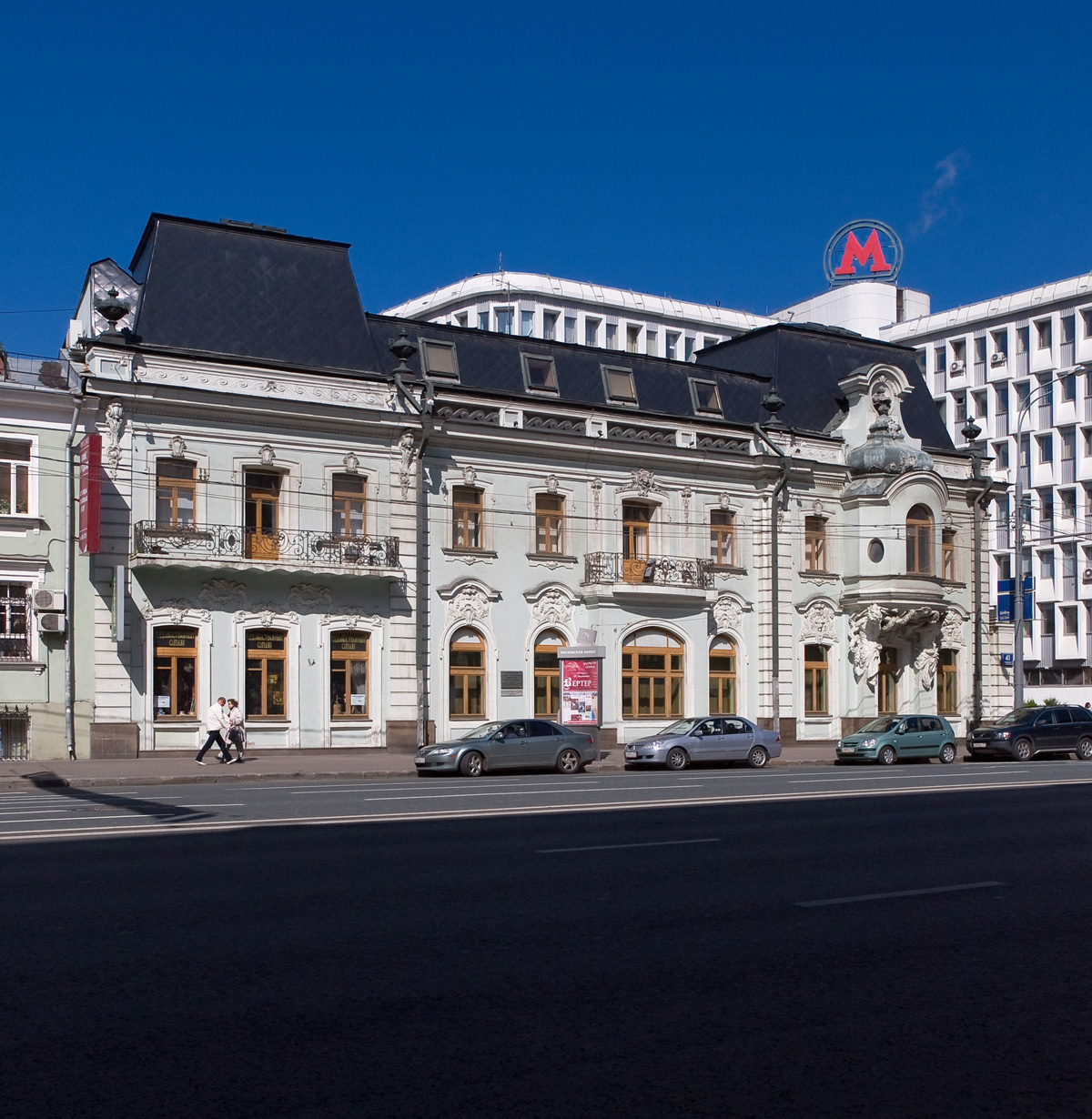
Городская усадьба Кузнецовых (№ 41)

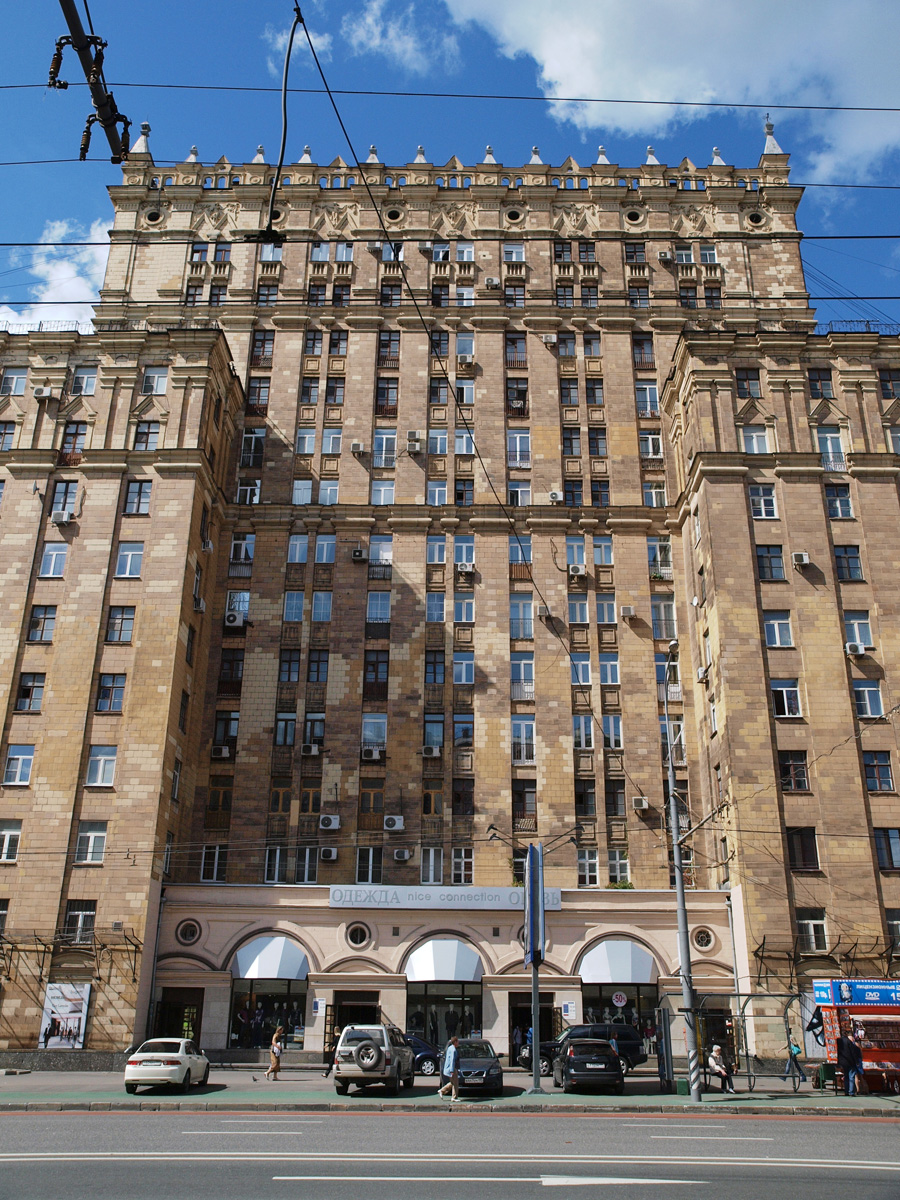
Жилой дом для работников Министерства угольной промышленности СССР (№ 49)

- № 1,  памятник архитектуры (вновь выявленный объект) — трактир Романова. Здание, построенное на фундаменте XVIII века, принадлежало купцу К. Д. Дудышкину, затем — династии трактирщиков Бакастовых, которые сдали его в аренду трактирщику Романову. В 1917 году здесь находились революционный комитет городского района РСДРП (мемориальная доска на фасаде) и Районный совет рабочих депутатов, затем — райсовет и райком партии и комсомола.
- № 3, корп. 1,  памятник архитектуры (вновь выявленный объект) — доходный дом купца Камзолкина (1885 на основе городской усадьбы XVIII века, архитектор — В. П. Загорский).
- № 5 — дом чаеторговцев Перловых (1893, архитектор — Р. И. Клейн).
- № 7, стр. 1; № 9, стр. 1 и № 11,  памятник архитектуры (вновь выявленный объект) — ансамбль жилых домов Наркомата связи (середина XIX века, архитектор — А. П. Белоярцев; 1937—1944, архитектор — Д. Д. Булгаков). Булгаков соединил и надстроил до общей высоты два стоявших на этом месте доходных дома. Особо нарядная отделка боковой стены дома объясняется тем, что согласно Генеральному плану реконструкции Москвы 1935 года здесь должна была пройти новая магистраль, связывающая Белорусский вокзал с Комсомольской площадью[5].
- № 13 — приют Московского общества призрения, воспитания и обучения слепых детей с церковью Св. Марии Магдалины (1911—1912, архитектор — Г. А. Гельрих)[9]. После революции до 1941 года в здании размещался Институт слепых[10].
- № 15 — Жилой дом Управления милиции (1938, архитектор К. И. Джус-Даниленко)[5], ныне — административное здание Мэрии Москвы[11].
- № 17 — Мещанская электрическая подстанция трамвая (1907—1912, архитектор — Н. Н. Сычков).
- № 19 — доходный дом А. Ф. Чулкова (гимназия Самгиной) (1903, архитектор — Н. П. Матвеев[12]).
- № 21 строение 1 — Московский дом Моды (Дом моды Славы Зайцева (1982).
- № 25, стр. 1,  памятник архитектуры (региональный) — особняк Е. А. Свечиной — С. Ф. Циммерман — С. П. Моргунова (1-я треть XIX века, перестроен в 1902 году архитектором А. С. Гребенщиковым[13][14]).
- № 27 — жилой дом (1951, архитекторы — П. И. Скокан, Г. С. Дукельский, Л. Инбер, инженер Н. Иванов)[15].
- № 29, 31 — жилые дома (1949—1951, архитекторы П. И. Скокан, Г. С. Дукельский). В доме № 29 жил шахматист Ефим Геллер[16].
- № 39 — доходный дом П. П. Золотова (1908, — архитектор Ф. Ф. Воскресенский)[17].
- № 41, стр. 1,  памятник архитектуры (федеральный) — Городская усадьба Е. А. Зарина — Н. С. Долгорукова — Н. В. Кузнецовой (1793—1795, перестраивался в 1893 году архитектором И. С. Кузнецовым, скульптор — С. Т. Конёнков). Начиная с 1874 года и до своей смерти в 1911 году здесь жил «король русского фарфора» Матвей Кузнецов с семьёй (его супруга, Надежда Вуколовна, владела домом до своей смерти в 1903 году).
- № 41, стр. 2 — инженерный корпус Московского метрополитена, административное здание, образец архитектуры структурализма.
- № 43,  памятник архитектуры (региональный) — особняк Н. В. Кузнецовой (1895—1897, архитектор — Ф. О. Шехтель при участии М. Е. Приёмышева). Надстроен и частично перестроен с сохранением декора фасадов и крыльца.
- № 45 — жилой дом (1938, архитектор П. И. Фролов, С. Г. Андриевский)[5].
- № 49, угол с Капельским переулком — жилой дом для работников  Министерства угольной промышленности СССР (1949—1952, архитекторы — К. М. Метельский, Б. С. Виленкин, Б. С. Бабьев, инженер И. В. Казаков). Первоначально на этом месте в 1947 году было решено построить жилой дом Министерства заготовок по проекту З. М. Розенфельда и В. М. Галкина, однако позднее от этой идеи отказались и возвели современное 14-этажное здание, напоминающее высотное здание на Смоленской площади (ныне — Министерство иностранных дел России), лишённое венчания[18].
- № 49а — доходный дом В. В. Назаревского (1904, архитектор И. П. Машков). Фасад отделан изразцами Абрамцевской мастерской по рисунку М. А. Врубеля[19].Частично перестроен в 1914—1916 годах архитектором В. И. Мотылёвым.
- № 51 — жилой дом построен в 1937—1938 годах по проекту архитектора Г. И. Глущенко для сотрудников ТАСС[8] . С 1937 по 1960 год здесь жил С. С. Брюхоненко, установлена мемориальная доска.
- В доме жили поэт и переводчик Георгий Шенгели[20], кинооператор Сергей Урусевский[21], пианист Эмиль Гилельс[22].
- № 53 — Жилой дом, в основе — доходный дом М. Канфеля (1906, архитектор — В. Е. Дубовской). Перестроен и надстроен 1937 году архитекторами АПУ № 4 В. П. Егоровым и В. Н. Колпаковой[23].
- № 55 — жилой дом, построенный в 1930-е годы архитектором Максимовым[5]. Надстроен одновременно с соседним домом № 53 и соединён с ним общим фасадом.
- № 71 — жилой дом управления канала Москва—Волга (1937, архитекторы АПУ № 5 В. И. Минков и П. А. Нестеров)[24]. Здесь жил советский физик, ректор МГУ Рем Хохлов[25].
- № 73 — жилой дом (1939, архитектор — Л. О. Бумажный). После завершения строительства в 1939 году дом архитектор был удостоен премии Моссовета, присуждаемой за лучшее здание года[26].
- № 79 — жилой дом имеет особое градостроительное значение — отмечает завершение застройки левой стороны улицы перед площадью Рижского вокзала. Первоначально здание начали строить в 1936 году по заказу Жилищно-арендного кооперативного товарищества (ЖАКТ) по проекту архитектора М. Г. Бархина. Однако вскоре после начала строительства ЖАКТ сменило домоуправление, требования к дому изменились, и проект переработал архитектор Рагинский. Полученный результат вновь не удовлетворил заказчика и проектирование перешло П. И. Фролову и А. П. Голубеву. Строительство дома несколько раз замораживали и возобновляли; окончательно здание было готово лишь к 1939 году[27].
- № 81 — жилой дом (1950-е, архитекторы В. С. Андреев, Г. М. Вульфсон, Л. С. Шерстнёва, инженер Л. А. Муромцев)[28]. Здесь жила кукловод Марта Цифринович[29].
- № 85 — жилой дом Министерства машиностроения построен в 1950-х годах по проекту архитекторов А. Г. Туркенидзе и В. Г. Лазарева. В 1956 году из-за несоблюдения технологии строительства дом обрушился; позднее был восстановлен[30].
- № 87 — школьное здание построено в 1935 году по проекту архитектора А. Е. Аркина[31]. Ныне — Гимназия № 1518.
- № 95— крупноблочное школьное здание построено в 1936 году по проекту архитектора А. Н. Душкина[31]
- № 99, 103 — крупноблочные жилые дома (начало 1950-х, архитекторы И. И. Ловейко (руководитель), С. Г. Ханин, Б. М. Браиловский, инженеры А. А. Румянцев, И. И. Турков)[32][33]. В доме № 103 жил хоккеист В. Н. Елизаров[34].
- № 101 — Главное здание института «Гипромез», построенное в 1956 году.
- № 105 — Типографский комбинат Гознака построен в 1936—1938 годах по проекту архитектора М. Л. Зильберглейта, инженеров К. И. Абрамовича и С. Б. Кагановича. Здание в неоклассическом стиле украшено рельефами с аллегориями, олицетворяющими право советских граждан на труд, образование и отдых[35].
- № 109 — кинотеатр «Космос».
- № 111,  памятник архитектуры (федеральный) — монумент в честь покорителей космоса и памятник Константину Циолковскому (1964, скульптор — А. П. Файдыш-Крандиевский, архитекторы — А. Н. Колчин и М. О. Барщ).
- № 119 (многочисленные строения) — павильоны ВДНХ.
- № 125, стр. 1 — корпус киностудии «Мостехфильм» (1939—1941, архитекторы И. Голосов, П. Антонов, А. Журавлёв, М. Хомутов)[36]

### По чётной стороне

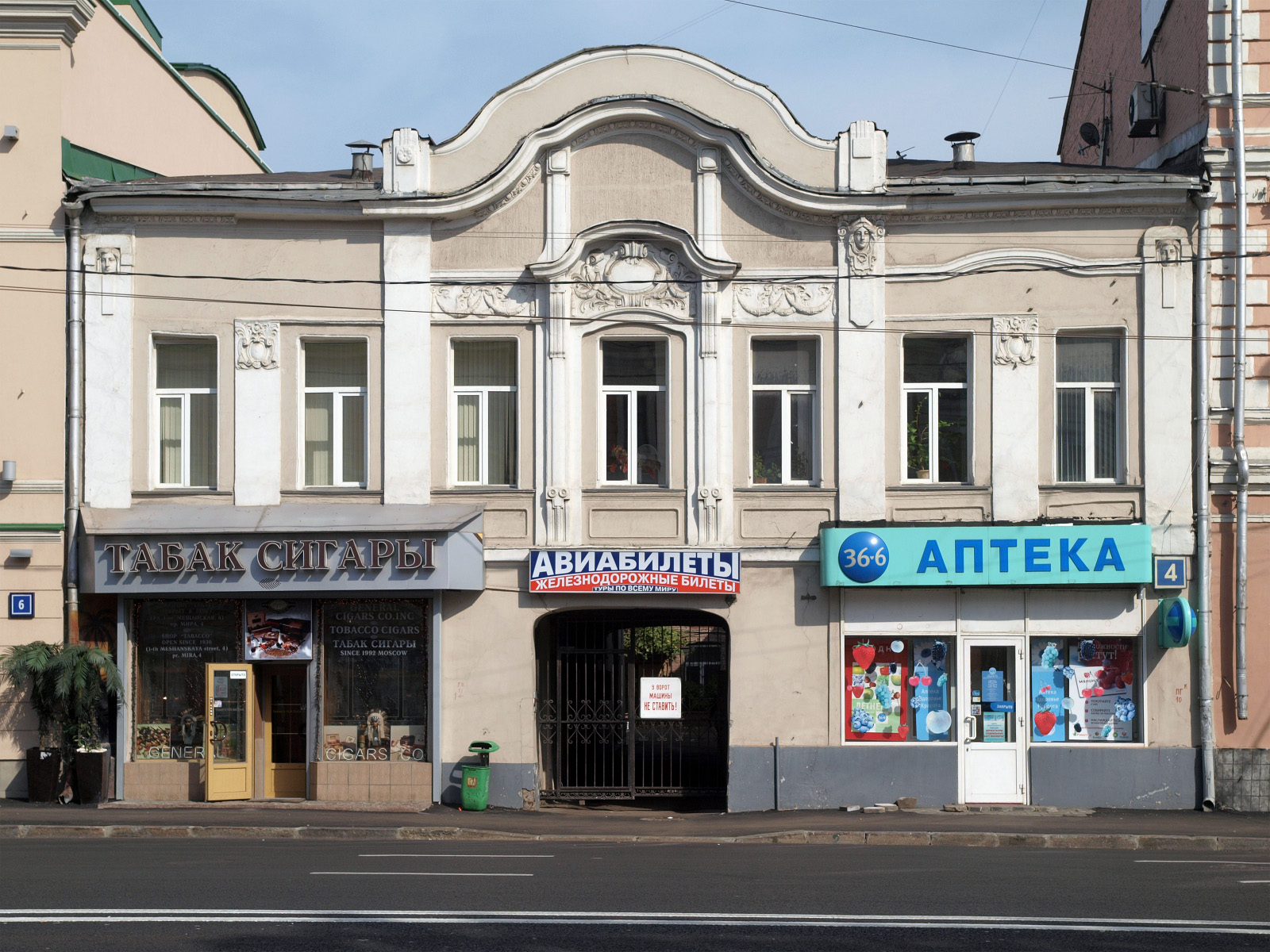
Дом Асикритовой (№ 4)

- № 2 — здание бывшего Товарищества «Павла Малютина Сыновья».
- № 4 — владения Е. М. Асикритовой (перестройка и надворные постройки 1909 года, архитектор — С. Ф. Кулагин).
- № 12, стр. 2,  памятник архитектуры (федеральный) — дом Ивана Исаева, который традиционно связывают с именем Якова Брюса (XVIII век), но подтверждений этому нет. Главный дом начала XIX в. (памятная табличка на здании).
- № 14, стр. 1,  памятник архитектуры (региональный) — жилой дом с лавками А. Я. Шамардина — Л. А. Гуревич (1860-е).
- № 14, стр. 10,  памятник архитектуры (федеральный) — дом конца XVIII века, где сегодня находится музей «Садовое кольцо». Ранее здесь в квартире купцов Ганшиных находилась подпольная типография, где в начале октября 1894 года нелегально печатались произведения В. И. Ульянова-Ленина.
- № 16, стр. 1,  памятник архитектуры (федеральный) — дом Л. И. Долгова в стиле классицизма (1770). Авторство первоначального здания приписывается В. И. Баженову, которому Долгов приходился тестем. Сгоревший во время московского пожара 1812 года дом приобрёл современный вид в 1838 году[37].
- № 16, стр. 2,  памятник архитектуры (вновь выявленный объект) — жилой флигель усадьбы Долговых (конец XVIII—XIX века).
- № 20 — особняк В. А. Арацкого (1909, архитектор — П. П. Висневский, совместно с Александром и Виктором Весниными).
- № 20, корп. 1,  памятник архитектуры (федеральный) — дом Долговых (1770-е). В 1865—1897 годах здесь жил и работал врач Г. А. Захарьин.
- № 20, корп. 2 — часовня Серафима Саровского при подворье Троицкого Серафимо-Дивеевского монастыря (2011; в основе здание 1911—1912 гг., архитектор — П. В. Харко).
- № 22, стр. 1,  памятник архитектуры (региональный) — жилой дом А. П. Богданова (1901—1902, архитектор — Анатолий Гунст)[38][39]
- № 24 — жилой дом (1911, архитектор — Г. Н. Кручинин).
- № 26,  памятник архитектуры (региональный) — Аптекарский огород, филиал Ботанического сада МГУ. Зелёные насаждения занимают 6,3 гектара.
- № 30, стр. 1,  памятник архитектуры (федеральный) — дом И. К. Баева (1909, архитектор — В. И. Чагин[40]). Начиная с 1910 года и до своей смерти в 1924 году здесь жил поэт Валерий Брюсов.
- № 30, стр. 2,  памятник архитектуры (вновь выявленный объект) — хозяйственный корпус (1895, архитектор — В. И. Чагин).
- № 36 — доходный дом (1910, архитектор — Сергей Чернавский).
- № 38 — Тринадцатиэтажный жилой дом возведён по заказу управления Московского метрополитена в 1950—1953 годах по проекту архитекторов А. Е. Аркина, А. В. Машинского и инженера Н. Иванова. В центральную часть постройки изначально был включён вестибюль станции Кольцевой линии метрополитена «Ботанический сад» (ныне — «Проспект Мира»). Здание примкнуло к построенному ранее соседнему дому № 40, который превратился в левое крыло обширного комплекса. Дореволюционный доходный дом справа (№ 36) предполагали надстроить и заново отделать, чтобы он также воспринимался единым целым с домом № 38, однако эти планы не были реализованы[41].
- № 40,  памятник архитектуры (вновь выявленный объект) — жилой дом Наркомата совхозов (1938, архитектор — И. Н. Соболев при участии А. В. Апостоловой, архитектурная мастерская Михаила Парусникова). Дом представляет собой первую очередь огромного комплекса, который должен был протянуться до Ботанического сада, однако в связи с началом Великой Отечественной войны планы реализованы не были[42][43].
- № 46а — жилой дом (1927—1928, архитектор — А. Я. Лангман). Здесь жил шахматист Михаил Ботвинник[44].
- № 48 — Жилой дом построен по проекту архитекторов А. В. Пекарева и М. С. Шерфединова. Его сооружение начали в 1936 году — первым из возводимых в ходе реконструкции 1-й Мещанской улицы зданий. Первую очередь дома, которая предназначалась для сотрудников Артиллерийской академии, завершили в 1938 году, вторую (первоначально для ОГИЗа, затем — Наркомата электростанций) начали строить в 1940-м, а завершили в 1946 году[8].
- № 48, стр. 3 (во дворе) — Учебный корпус Рабфака имени М. И. Калинина построен в 1934 году по проекту архитектора К. П. Афанасьева. Позднее в здании размещалась Высшая пограничная школа[45]

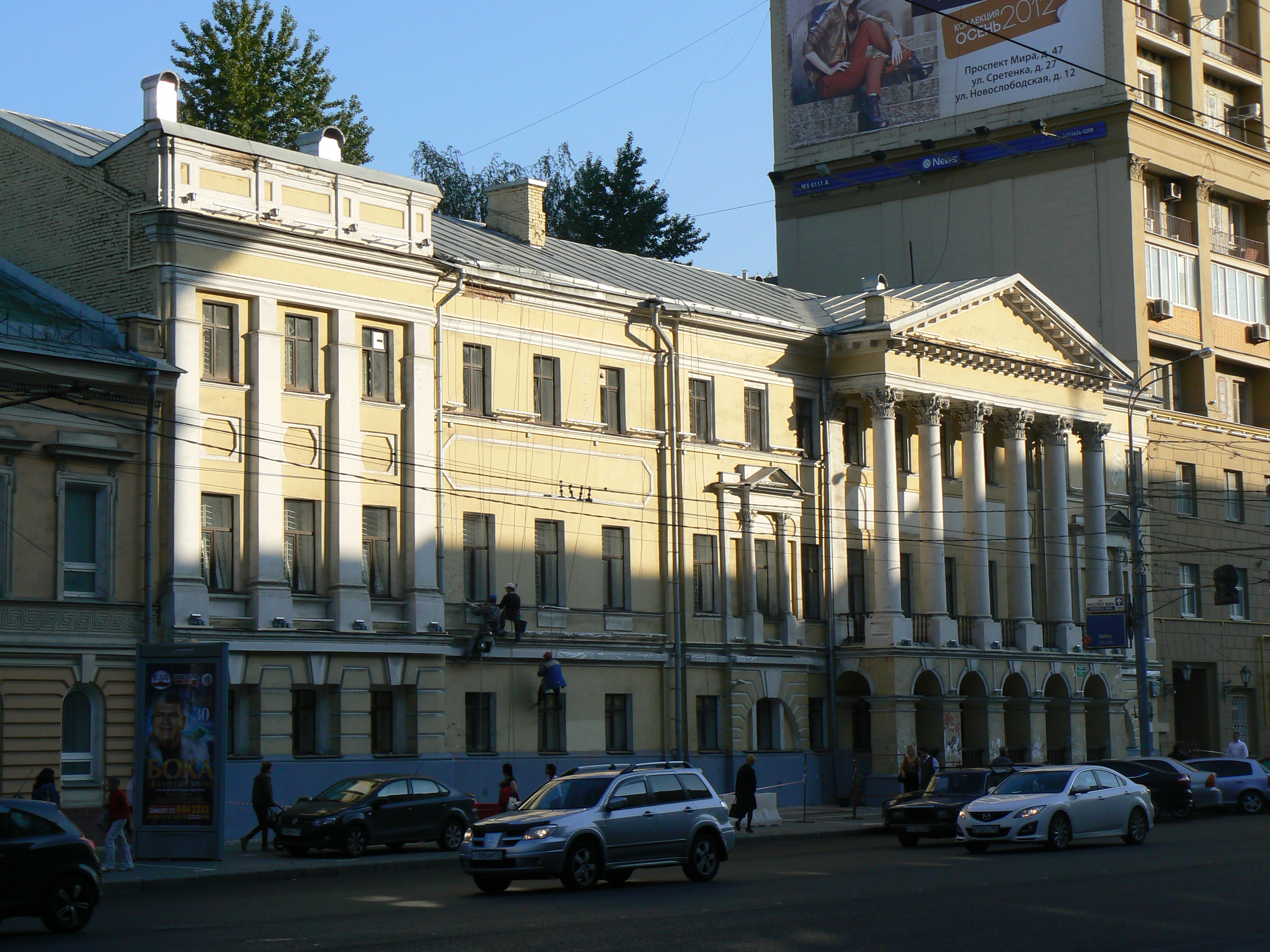
Дом Ф. Ф. Набилкова (№ 50)

- № 50,  памятник архитектуры (федеральный) — дом Ф. Ф. Набилкова, затем — Набилковское коммерческое училище (1816—1817, на основе строения конца XVIII века, архитектор — Е. С. Назаров).
- № 52,  памятник архитектуры (региональный) — особняк И. Д., Н. К., С. К. и А. К. Баевых со службами (1910, архитекторы — И. С. Кузнецов и В. И. Чагин). Здание занимает посольство Замбии в России.
- № 52, стр. 1,  памятник архитектуры (вновь выявленный объект) — жилой дом, часть ансамбля городской усадьбы Баевых (1896, архитектор — В. И. Чагин).
- № 52, стр. 2,  памятник архитектуры (вновь выявленный объект) — жилой дом, часть ансамбля городской усадьбы Баевых (1816, перестраивался в 1867, архитектор — И. В. Штром).
- № 52, стр. 4,  памятник архитектуры (вновь выявленный объект) — жилой дом, часть ансамбля городской усадьбы Баевых (1910, архитектор — И. С. Кузнецов; 1933, архитектор — И. А. Фомин).
- № 54 — жилой дом по проекту архитектора А. В. Власова начали строить в 1940 году для сотрудников завода имени Коммунистического интернационала (КИМ). Летом 1941 года в связи с началом войны работы остановили; закончили строительство лишь в 1946 году — для работников Министерства транспортного машиностроения[46]
- № 56 — Жилой дом (1933, архитектор Г. И. Глушенко)[47]. В рамках гражданской инициативы «Последний адрес» на доме установлены мемориальные знаки с именами инженера Тевеля Львовича Каплинского[48], расстрелянного органами НКВД в годы сталинских репрессий и юриста Николая Леонидовича Веймарна[49], скончавшегося от паралича сердца 16 декабря 1939 года в Севвостлаге на Колыме. В базе данных правозащитного общества «Мемориал» есть имена 24-х жильцов этого дома, расстрелянных в годы террора[50]. Число погибших в лагерях ГУЛАГа не установлено.
- № 62 — доходный дом (1905, архитектор — Роман Клейн).
- № 68 — жилой дом сотрудников Наркомвода (1937)[51][52]. Здесь в 1956—1987 годах жил лётчик-испытатель П. Ф. Чупиков[53], в 1964—1986 годах — художник-график Л. В. Шепелев[54].
- № 70 — жилой дом построен в 1952 году по проекту архитекторов А. В. Машинского и Б. С. Мезенцева[55]. Здесь жил учёный-механик С. А. Шестериков[56].
- № 70а (стоит по Переяславскому переулку) — жилой дом. Здесь в 1935—1959 годах жили климатолог Е. Е. Фёдоров[57], геолог С. С. Соболев[58].
- № 74 — первоначальный эскизный проект жилого дома выполнили в 1946 году архитекторы А. А. Зубин и А. Е. Яковлев. В 1948 году технический проект дома на 122 квартиры по заказу Минтяжмаша выполнили А. А. Зубин, Н. И. Хлынов и А. И. Рочегов. Строительство дома было закончено в 1952 году[55].
- № 76—78 — как и здание напротив (№ 79), жилой дом, оформляющий окончание первого отрезка проспекта (бывшее окончание 1-й Мещанской улицы), несколько раз перепроектировали. Первоначально с конца 1930-х годов над проектом дома (в настоящее время № 76) работали архитекторы М. Г. Куповский (АПМ № 6) и А. В. Кулагин (Трансгражданпроект). Когда выяснилось, что архитектурный облик здания не согласуется с окружением, надзор за проектированием поручили М. Г. Бархину — архитектору дома № 79. Начатое строительство несколько раз останавливали и возобновляли. Окончательно здание достроили лишь в 1952 году по проекту, разработанному в 1950 году архитектором А. М. Горбачёвым. Здание было построено в укороченном виде и завершалось глухим неприглядным брандмауэром, что входило в противоречие с достроенным к тому времени домом № 79 и не отвечало градостроительной роли здания. Спустя несколько лет торец дома скрыл пристроенный вплотную дом № 78, выстроенный для Управления охраны железных дорог по проекту А. М. Горбачёва[59]. Руководитель мастерской Моспроекта-1 В. С. Андреев, занимавшийся в 1950-х годах реконструкцией магистрали, посчитал выстроенные к тому времени дома № 76—78 маловыразительными и стилистически не увязанными с домом № 79, и разработал проект строительства новых архитектурных доминант, оформляющих окончание первого отрезка улицы (на месте современной Рижской эстакады), однако эти планы реализованы не были[60]. В доме № 74 жил писатель С. С. Смирнов (мемориальная доска, 1983, архитектор В. А. Климов)[61].
- № 82—88 — жилой дом (1930-е, архитектор М. С. Жиров)[62]
- № 98—112 — жилой дом (1930-е, архитектор Н. И. Транквилицкий)[62]
- № 102 — административное здание Машгиза (1954—1955, архитектор В. А. Бутузов)[63]
- № 102, корп. 36  памятник архитектуры (федеральный) — северный флигель Пятницкого кладбища (XIX век).
- № 108 — десятиэтажный жилой дом МИД СССР (1950-е, архитекторы Я. А. Аир-Бабамян, Б. Ю. Бранденбург, В. Н. Соколова, инженер Г. В. Чернышёва)[63][64]. Здесь жили физик Е. Л. Фейнберг[65], разведчик А. С. Феклисов[66].
- № 110 — 17-этажный жилой дом (1966, архитекторы Т. Заикин, И. Белавин) — одно из первых в Москве зданий из самонесущих панелей[67]
- № 116 — жилой дом по проекту архитектора М. К. Дормидонтова начали возводить в 1939 году, однако с началом войны работы приостановили. В послевоенные годы дом был достроен в усечённом варианте[68].
- № 116-б — жилой дом. Здесь жили композитор П. К. Аедоницкий (в 1963—2003 годах)[69], режиссёр-мультипликатор А. Г. Снежко-Блоцкая[70].
- № 118—122 — крупноблочные жилые дома (1956 архитекторы И. И. Ловейко (руководитель), С. Ханин, Б. Браиловский, инженеры А. А. Румянцев, И. И. Турков[32][33]. В доме 118 жил учёный-акустик В. В. Фурдуев[71]; в доме № 118а — хоккеист Валерий Харламов[72], учёный в области аэродинамики и летательных аппаратов В. В. Струминский[73]; в доме № 122 в 1979—1987 годах жил лётчик-космонавт К. П. Феоктистов[74].
- № 124 — жилой комбинат Наркомтяжпрома — протяжённое жилое здание, составленное из нескольких разновысоких корпусов, построено в 1936—1938 годах по проекту архитектора М. Ф. Гунгера[75]. В корпусе 16 жил историк строительства и строительной техники, москвовед Георгий Щербо[76].

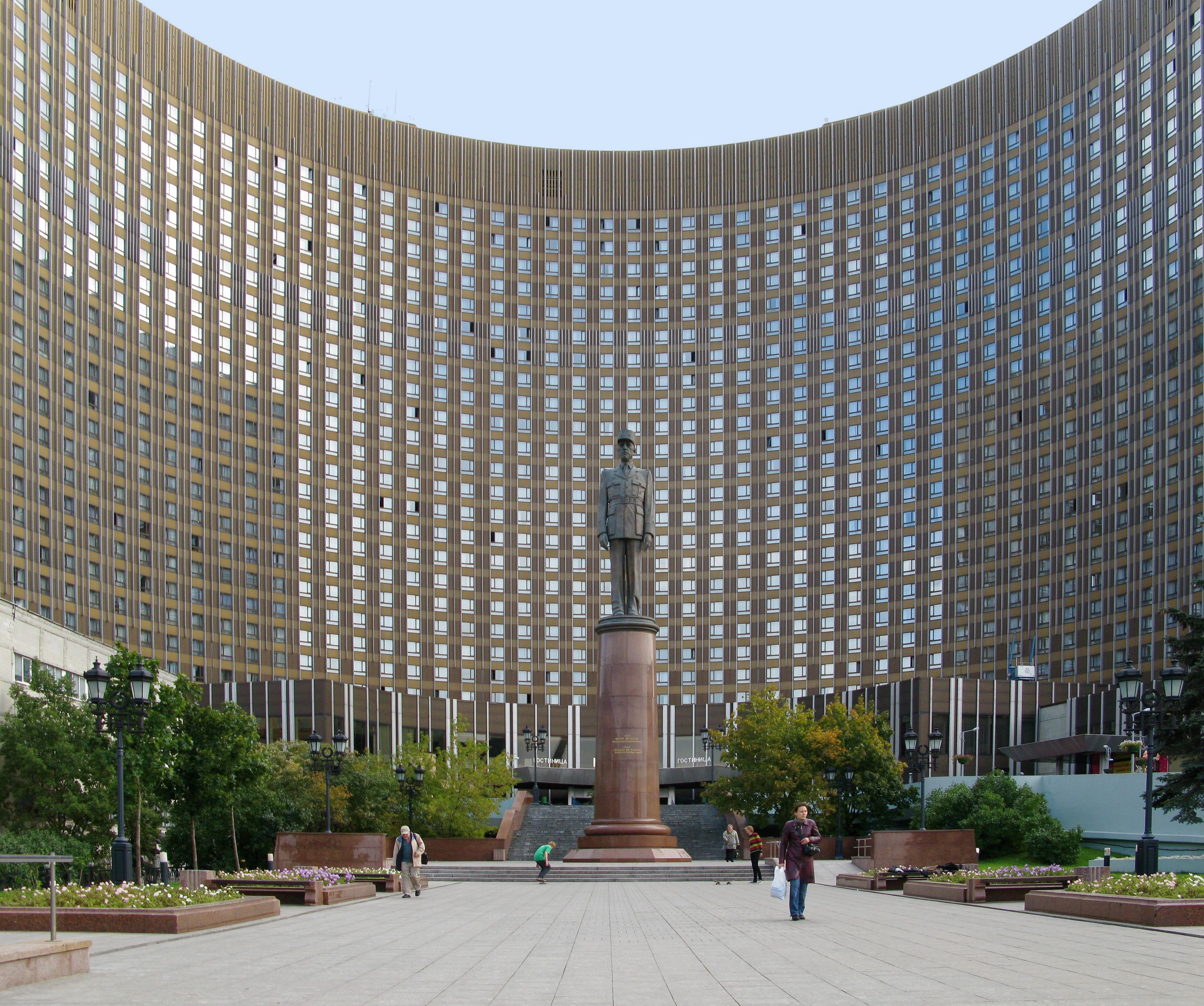
Гостиница «Космос» (№ 150)

- № 126 — офис телеканала «Звезда» (с 2007 года)[77].
- № 128 — школьное здание построено в 1936 году по проекту архитектора К. С. Рыжкова[31]. Ныне — школа № 279.
- № 130,  памятник архитектуры (федеральный) — Тихвинская церковь (1676—1682).
- № 150 — Гостиница «Космос» (1980, архитекторы В. Андреев, Т. Заикин, В. Стейскал, инженеры И. Самосонов, Н. Иванов и другие; с французской стороны — О. Какуб, П. Жуглё, С. Эпстейн)[78]
- № 184, корп. 1,  памятник архитектуры (региональный) — жилой дом Высшего совета народного хозяйства (ВСНХ) (1955—1957, архитекторы И. В. Жолтовский, М. Круглов, Б. Лазарев)[79].
- № 184, корп. 2 — высотный панельный дом (1969, архитекторы В. Андреев, Т. Заикин)[67]. Здесь жили советский шахматист Михаил Юдович[80], хоккеист Виктор Зингер[81].
- № 186, корп. 2,  памятник архитектуры (вновь выявленный объект) — комплекс клуба с общежитием бывшей Ватной фабрики (1928, архитекторы М. Я. Гинзбург, С. А. Лисагор)[47].

: также параллельно проспекту Мира, вблизи 2-го Ростокинского моста (в районе ВДНХ), находится Ростокинский акведук через Яузу (1779—1785, инженеры Ф. В. Бауер и И. К. Герард).

## Транспорт
- Станции метро и МЦК, железнодорожные платформы  Сухаревская,  Проспект Мира,  Рижская,  Алексеевская,  ВДНХ,  Ростокино.
- По проспекту Мира проходят автобусные маршруты на всём протяжении, трамвайные маршруты от улицы Бориса Галушкина до Северянинского моста.

Автобусы:
- с585  Тимирязевская —  Фонвизинская —  Владыкино —  ВДНХ —  Алексеевская —  Рижский вокзал — Капельский переулок
- 56:  ВДНХ (главный вход) —  ВДНХ — платформа Яуза
- 195:  ВДНХ (главный вход) —  ВДНХ —  Ботанический сад —  Свиблово — Проезд Русанова
- 286: Улица Павла Корчагина —  ВДНХ — платформа Яуза
- 375:  ВДНХ (главный вход) —  ВДНХ —  Ростокино — Платформа Лось
- 496:  ВДНХ (главный вход) —  ВДНХ — Городок Моссовета
- 544:  ВДНХ (главный вход) —  ВДНХ —  Ростокино — Улица Ротерта
- 714:  Рижский вокзал —  Алексеевская — Улица Павла Корчагина
- 834:  ВДНХ (главный вход) —  ВДНХ —  Ростокино — Улица Красная Сосна
- 903: Холмогорская улица —  Ростокино —  ВДНХ —  Алексеевская —  Рижский вокзал —  Проспект Мира
- 903к: Холмогорская улица —  Ростокино —  ВДНХ
- м9  Рижский вокзал —  Проспект Мира —  Сухаревская —  Лубянка —  Библиотека имени Ленина —  Серпуховская —  Тульская —  ЗИЛ

Электробусы:
- м2:  Владыкино —  ВДНХ —  Алексеевская —  Рижский вокзал —  Проспект Мира —  Сухаревская —  Лубянка —  Библиотека имени Ленина —  Кутузовская —  Парк Победы
- т76: Холмогорская улица —  Ростокино —  ВДНХ
- 33  Владыкино —  Ботанический сад —  ВДНХ —  Алексеевская —  Рижский вокзал
- 93:  ВДНХ (главный вход) —  ВДНХ — платформа Ростокино —  Ростокино —  Медведково
- 136:  ВДНХ (главный вход) —  ВДНХ —  Ростокино —  Лианозово
- 244:  ВДНХ (главный вход) —  ВДНХ —  Ростокино — Федоскинская улица
- 536:  ВДНХ —  Ростокино —  Медведково
- 604:  Ростокино —  Ростокино —  ВДНХ —  Алексеевская —  Рижский вокзал —  Комсомольская —  Семёновская
- 789: Холмогорская улица —  Ростокино —  Ботанический сад
- Н6: Осташковская улица —  Медведково —  Бабушкинская —  Свиблово —  Ботанический сад —  ВДНХ —  Марьина Роща —  Достоевская —  Цветной бульвар —  Трубная —  Лубянка —  Китай-город

Трамваи:
- 17: Медведково —  Бабушкинская —  Ростокино —  ВДНХ — Останкино

## В культуре
У Михаила Елизарова есть песня «Девушка с проспекта Мира».